# Saint-Hyacinthe

Saint-Hyacinthe (São Jacinto) é uma cidade canadense, localizada na província de Quebec. Possui aproximadamente 51 394 habitantes.

## Cidades-irmãs

- Cascavel - PR